# Gymnastique aux Jeux africains de 2003
Navigation
Édition précédente Édition suivante

Les compétitions de gymnastique aux Jeux africains de 2003 ont lieu du 6 au 8 octobre 2003 à Abuja, au Nigeria. Seules des épreuves de gymnastique artistique sont programmées. 

## Médaillés

### Hommes
| Épreuve            | Or                      | Argent                  | Bronze                 |
| ------------------ | ----------------------- | ----------------------- | ---------------------- |
| Individuel général | Dewald Laubscher 53.225 | Sid Ali Ferdjani 52.850 | Fateh Ait Saada 51.900 |
| Saut de cheval     | Raouf Abdelkarim 9.356  | Wajdi Bouallègue 9.268  | Julian Witbooi         |
| Cheval d'arçons    | Sid Ali Ferdjani 9.587  | Wajdi Bouallègue 9.312  | Jacob Mostert 8.937    |
| Anneaux            | Athol Myhill 9.387      | Walid Eldariny          | Raouf Abdelkarim       |
| Barre fixe         | Sid Ali Ferdjani 8.837  | Tamer Ragab 8.775       | Wajdi Bouallègue 8.512 |
| Barres parallèles  | Fateh Ait Saada 8.837   | Walid Eldariny          | Julian Witbooi         |
| Exercices au sol   | Mohamed Serour 9.187    | Wajdi Bouallègue 9.100  | Julian Witbooi         |
| Équipes            | Algérie 156.450         | Afrique du Sud 155.775  | Égypte 154.850         |

### Femmes
| Épreuve             | Or                       | Argent                    | Bronze                          |
| ------------------- | ------------------------ | ------------------------- | ------------------------------- |
| Individuel général  | Kerry Joyce 33.800       | Nourhan Ahmed Saad 33.750 | Zandre Labuschagne 32.850       |
| Saut de cheval      | Zandre Labuschagne 8.737 | Nourhan Ahmed Saad 8.625  | Aya Osama 8.475                 |
| Exercices au sol    | Nourhan Ahmed Saad 8.587 | Kerry Joyce 8.350         | Cherone Beyl Yousra El-Gueritli |
| Poutre              | Nourhan Ahmed Saad 8.487 | Zandre Labuschagne 8.337  | Amira Ayari 7.825               |
| Barres asymétriques | Kerry Joyce              | Nourhan Ahmed Saad        | Zandre Labuschagne              |
| Équipes             | Afrique du Sud 99.950    | Égypte 99.075             | Namibie 91.825                  |

## Tableau des médailles
| Rang  | Nation         | Or | Argent | Bronze | Total |
| ----- | -------------- | -- | ------ | ------ | ----- |
| 1     | Afrique du Sud | 6  | 3      | 6      | 15    |
| 2     | Égypte         | 4  | 7      | 4      | 15    |
| 3     | Algérie        | 4  | 1      | 1      | 6     |
| 4     | Tunisie        | 0  | 3      | 2      | 5     |
| 5     | Namibie        | 0  | 0      | 2      | 2     |
| Total | Total          | 14 | 14     | 15     | 43    |